# Speelhuis Ixientieta
Het Speelhuis Ixientieta is een voormalig kinderspeelhuisje uit 1939 in het park achter Paleis Soestdijk aan de Amsterdamsestraatweg 1 in Baarn.. Het is tegenwoordig een rijksmonument.
Het bakstenen huis staat achter het paleis dicht bij het sportpaviljoen. Het werd in 1939 gebouwd naar ontwerp van architect J. de Bie Leuveling Tjeenk..  Het was een geschenk van de prins en prinses aan prinses Beatrix. en een geschenk van de bevolking van de Nederlands West-Indische eilanden ter gelegenheid van de geboorte van prinses Beatrix. Het interieur werd ingericht met Hindeloper huisraad.
Beatrix vertrok met haar ouders een jaar later naar Canada vanwege het uitbreken van de Tweede Wereldoorlog. Het speelhuisje werd na de oorlog door de verschillende prinsessen gebruikt. Het huisje werd Ixenieta gedoopt, een naam die was samengesteld uit de namen der prinsessen Beatrix, Irene, Margriet en Christina. De prinsesjes zouden er kunnen spelen als de volwassenen aan het sporten waren.